# أليسون رامزي
أليسون رامزي (بالإنجليزية: Alison Ramsay)‏ هي لاعب هوكي الحقل بريطانية، ولدت في 16 أبريل 1959 في لندن في المملكة المتحدة.

## وصلات خارجية
- أليسون رامزي على موقع اللجنة الأولمبية الدولية (الإنجليزية)
- أليسون رامزي على موقع أوليمبيديا (الإنجليزية)
- أليسون رامزي على موقع اللجنة الأولمبية البريطانية (الإنجليزية)